# Victor Ndione
Victor Ndione (* 1. April 1973 in Thiès) ist ein senegalesischer römisch-katholischer Geistlicher und Bischof von Nouakchott in Mauretanien.

## Leben
Victor Ndione studierte Philosophie und Theologie an den Priesterseminaren in Ziguinchor und Dakar. Am 7. Juli 2001 empfing er das Sakrament der Priesterweihe für das Bistum Thiès.
Nach einer Zeit in der Pfarrseelsorge in seinem Heimatbistum war er von 2003 bis 2014 als Fidei-Donum-Priester im Bistum Nouakchott tätig, in das er am 19. März 2014 als dessen erster Diözesanpriester inkardiniert wurde. Von 2014 bis 2015 studierte er am islamisch-christlichen Bildungsinstitut in Bamako in Mali. Von 2016 bis 2018 studierte er am Päpstlichen Institut für Arabische und Islamische Studien in Rom und erwarb das Lizenziat. Ab 2018 war er Generalvikar und Diözesanverantwortlicher für die Weiterbildung des Bistums Nouakchott.
Papst Franziskus ernannte ihn am 10. Februar 2024 zum Bischof von Nouakchott. Die Bischofsweihe spendete ihm sein Amtsvorgänger Martin Albert Happe am 14. April desselben Jahres in der Kathedrale von Nouakchott; Mitkonsekratoren waren der Bischof von Kaolack, Martin Boucar Tine, und der Bischof von Thiès, André Guèye. Als Wahlspruch wählte Ndione den Wahlspruch des Löwen von Münster, nec laudibus nec timore (Weder durch Lob noch durch Furcht), auf den er bei einem Besuch in Münster 2005 aufmerksam geworden war.